# Greatest Hits (álbum de Foo Fighters)
| Críticas profissionais | Críticas profissionais |
| Avaliações da crítica  | Avaliações da crítica  |
| Fonte                  | Avaliação              |
| ---------------------- | ---------------------- |
| Allmusic               | [ 1 ]                  |
| The A.V. Club          | (A)                    |
| Kerrang!               | [ 3 ]                  |
| Pitchfork Media        | (7/10)                 |

Greatest Hits é a primeira compilação dos melhores êxitos da banda Foo Fighters, lançado no dia 3 de Novembro de 2009.
Contém duas novas canções, "Wheels" e "Word Forward" que foram escritas para o amigo de Grohl, Jimmy, falecido recentemente, bem como os êxitos "The Pretender", "All My Life", "Learn to Fly", "Best of You", "Times Like These", "My Hero", "Everlong" entre outras.

## Faixas

### CD e LP
| N.º            | Título                                                           | Duração |  |
| 1.             | "All My Life" (do album One by One)                              | 4:24    |  |
| 2.             | "Best of You" (do álbum In Your Honor)                           | 4:16    |  |
| 3.             | "Everlong" (do álbum The Colour and the Shape)                   | 4:10    |  |
| 4.             | "The Pretender" (do álbum Echoes, Silence, Patience & Grace)     | 4:27    |  |
| 5.             | "My Hero" (do álbum The Colour and the Shape)                    | 4:19    |  |
| 6.             | "Learn to Fly" (do álbum There Is Nothing Left to Lose)          | 3:56    |  |
| 7.             | "Times Like These" (do álbum One by One)                         | 4:28    |  |
| 8.             | "Monkey Wrench" (do álbum The Colour and the Shape)              | 3:53    |  |
| 9.             | "Big Me" (do álbum Foo Fighters)                                 | 2:14    |  |
| 10.            | "Breakout" (do álbum There Is Nothing Left to Lose)              | 3:22    |  |
| 11.            | "Long Road to Ruin" (do álbum Echoes, Silence, Patience & Grace) | 3:48    |  |
| 12.            | "This Is a Call" (do álbum Foo Fighters)                         | 3:55    |  |
| 13.            | "Skin and Bones" (do álbum Skin and Bones)                       | 4:04    |  |
| 14.            | "Wheels" (inédita)                                               | 4:38    |  |
| 15.            | "Word Forward" (inédita)                                         | 3:49    |  |
| 16.            | "Everlong" (voz e violão)                                        | 4:11    |  |
| Duração total: | Duração total:                                                   | 63:54   |  |

### DVD
1. "I'll Stick Around"
2. "Big Me"
3. "Monkey Wrench"
4. "Everlong"
5. "My Hero"
6. "Walking After You"
7. "Learn to Fly"
8. "Next Year"
9. "All My Life"
10. "Times Like These"
11. "Low"
12. "Best of You"
13. "DOA"
14. "Resolve"
15. "The Pretender"
16. "Long Road to Ruin"
17. "Wheels"
18. "Everlong" (Ao vivo em Everywhere but Home)
19. "Breakout" (Ao vivo em Hyde Park)
20. "Skin and Bones" (Ao vivo em Hollywood)
21. "All My Life" (Ao vivo no Wembley Stadium)
22. "No Way Back" (Vídeo bónus)
23. "Home" (Vídeo bónus)

## Paradas
| Chart (2009)    | Peak position |
| --------------- | ------------- |
| Finlândia       | 23            |
| Itália          | 20            |
| UK Albums Chart | 4             |
| Billboard 200   | 11            |